# أريانا هافينغتون
أريانا هافينغتون (بالإنجليزية: Arianna Huffington) (و. 1950 – م) هي مقدمة برامج إذاعية، وصحفية، وكاتبة، ومدونة، وكاتبة سير من الولايات المتحدة الأمريكية . ولدت في أثينا. وهي عضوة في الحزب الديمقراطي الأمريكي .

## التعليم
تعلمت في كلية غريتون، في تخصص اقتصاد

## أعمال بارزة
من أهم أعمالها:
- ذا كليفلاند شو.

## روابط خارجية
- أريانا هافينغتون على موقع IMDb (الإنجليزية)
- أريانا هافينغتون على موقع الموسوعة البريطانية (الإنجليزية)
- أريانا هافينغتون على موقع مونزينجر (الألمانية)
- أريانا هافينغتون على موقع إن إن دي بي (الإنجليزية)
- أريانا هافينغتون على موقع قاعدة بيانات الفيلم (الإنجليزية)